# BAR 嫌われ野菜
『BAR 嫌われ野菜』（バー きらわれやさい）は、KADOKAWAが2014年6月2日より展開しているメディアミックス型コンテンツ。

## 概要
本作はTwitterを通じて「栄養はあるのに見た目や味で敬遠されやすい野菜たちが日ごろの愚痴を酒場でこぼす」会話劇がメイン。毎週月曜日から金曜日の21:00から22:00まで開催。2014年6月2日から2015年6月26日まで更新された。
会話劇のほか、漫画やテレビアニメにも進出している。

## キャラクター
声はテレビアニメのもの。
セロリ
声 - 田中誠人
28歳のニートの男。変なキャッチコピー入りのTシャツを多数持っている。
パセリ
声 - 道井悠
24歳のOL。友達が少ないが、セロリとは口論ともイチャイチャとも取れる会話を繰り広げる。
トマト
声 - 前田玲奈
20歳のアイドル。好き嫌いがハッキリしている。
ナス
声 - 藤原啓治
48歳の区役所勤め。大人にはウケがいいが自身の娘を含め若い人には人気がない。オヤジギャグを飛ばす。
ゴーヤ
声 - 村上裕哉
21歳の大学生。役者志望でアルバイトをいくつも掛け持ちしている。顔のブツブツが気になっている。
マスター
声 - 近藤孝行、演 - その辺にいた人
素性の全てが謎の男。アニメでは彼だけが実写映像（顔は下部分しか明かされていない）。
キムラビ
声 - 富城まどか

## 漫画
ComicWalker版
KADOKAWAのウェブコミック掲載サイト『ComicWalker』にて2014年9月から2015年8月まで配信された4コマ漫画。作画はキムラダイスケ。公式サイトでも配信される。
2015年4月3日からは朝日新聞静岡版にも毎週金曜日に掲載されている。
Walker47版
KADOKAWAのスマートフォン向けアプリ『Walker47』にて2014年8月より12月まで配信されていた4コマ漫画。作画は森山慎。

### コラボ作
ComicWalker版では通常シリーズの他、他作品とのコラボ作も展開している。
- 『嫌われる勇気』（岸見一郎・古賀史健 / ダイヤモンド社）- 2014年12月に3週連続で配信
- 『セーラー服おじさん（小林秀章）』

## テレビアニメ
2015年4月から6月まで静岡朝日テレビにて放送された。これに先立ち、同年3月より同局の若手社員で作るインターネット放送局「SunSetTV」にて先行配信されている。なお配信版では開始前に同局のアナウンサー相場詩織（SunSetTVのMC）によるコメントが紹介される。
アニメ化に際しては静岡朝日テレビが「アニメ不毛の地・静岡県」においてアニメやゲーム、動画サイトで活躍する「歌い手」のイベントを成功させてきた実績をKADOKAWAが着目し、提携先として選んだ経緯がある。

### スタッフ
- 原著作 - KADOKAWA
- 監督・脚本 - まんきゅう
- シリーズ構成 - まんきゅう、成田耕祐
- シナリオ原案 - 為三、成田耕祐
- キャラクターデザイン原案 - キムラダイスケ
- 音響監督 - 藤原啓治
- 音響製作 - AIR AGENCY
- 主題歌製作 - スズム、Left-Movers
- 楽曲監修 - スズム
- 音楽協力 - こぐま、こんなはずじゃなかった隊
- プロデューサー - 大貫佑介、成田耕祐
- アニメーション制作 - ギャザリング
- 製作 - 静岡朝日テレビ、KADOKAWA

### 主題歌
メインテーマ「もぎたて☆カプレーゼ」
作詞 - 嫌われ野菜プロジェクト 作曲 - スズム / 歌 - トマト（前田玲奈）
エンディングテーマ「パスタソースでもいいから」
作曲 - Left-Movers / 歌 - トマト（前田玲奈）

### 各話リスト
| 話数 | サブタイトル             |
| ---- | ------------------------ |
| #1   | 嫌われがちな私           |
| #2   | ナス様ご来店             |
| #3   | ゴーヤ様ご来店           |
| #4   | トマト様ご来店           |
| #5   | 野菜アイドルとは         |
| #6   | トマトちゃんと中年野菜   |
| #7   | 私の休日                 |
| #8   | 禁じられた遊び           |
| #9   | トマトちゃんの素顔       |
| #10  | 初恋ニコラシカ           |
| #11  | アメリカ生まれのスゲー奴 |
| #12  | ナスとマスター           |
| #13  | 貴方に会えて良かった     |

### 放送局
| 放送地域 | 放送局         | 放送期間               | 放送日時           | 放送系列       | 備考        |
| -------- | -------------- | ---------------------- | ------------------ | -------------- | ----------- |
| 静岡県   | 静岡朝日テレビ | 2015年4月7日 - 6月30日 | 火曜 23:10 - 23:15 | テレビ朝日系列 | 製作局      |
| 日本全域 | SunSetTV       | 2015年3月6日 -         | 金曜 更新          | ネット配信     | YouTube経由 |